# Paramelomys rubex
Paramelomys rubex és una espècie de mamífer rosegador de la família dels múrids. Viu a altituds d'entre 900 i 3.000 msnm a Indonèsia i Papua Nova Guinea. El seu hàbitat natural són els boscos primaris tropicals i les zones pertorbades. És una espècie en risc mínim, és a dir, no sembla que hi hagi cap amenaça significativa per a la seva supervivència. El seu nom específic, rubex, significa ‘ruboritzat’ en llatí.